# Silicon Graphics 320 / 540
SiliconGraphics 320/540とは、シリコングラフィックスが開発したWindows NT/Windows 2000対応のワークステーションである。1999年1月11日（現地時間）に発売が発表された。
システム構成はLithium/Cobalt/Arsenicのカスタムチップ3個にインテル製サウスブリッジを接続したもので、ジオメトリエンジンを搭載したOpenGLアクセラレータ・クロスバースイッチによるメモリと周辺回路とのインターフェースを搭載した構造を持つ。IVCアークテクチャを採用したことにより、メインメモリ-Cobaltビデオ機能間で3.2GB/秒のスループットなど、発売当時としては高速な内部バス速度を誇った。